# نيكوكلي
نيكوكلي (بالإسبانية: Necoclí)‏ هي مدينة وبلدية تقع في كولومبيا. وتقع على الشاطئ الشرقي لخليج أورابا. تأسست كمدينة إسبانية تدعى سان سيباستيان دي بوينا فيستا. واحدة من أقدم المدن في كولومبيا، تأسست في عام 1509. من قبل بيدرو دي هيريديا الذي توفي في 1555.

## أعلام
- كارلوس دياز
- لويس مارتينيز